# Ramón Roca Puig
Ramón Roca Puig (Algerri, 1906 - Monistrol de Montserrat, 29 de junio de 2001) fue un papirólogo, helenista y sacerdote de Cataluña, España.
De pequeño se trasladó a Arenys de Mar. En 1928 se doctoró en Teología en la Universidad Pontificia de Tarragona. Fue canónigo de Barcelona y colaboró en la Fundación Bíblica Catalana. Enseñó lenguas clásicas en el Instituto Balmes de Barcelona, fue catedrático de griego en el Seminario Conciliar de la Diócesis, y desde 1960 a 1964 fue también catedrático de griego en la Universidad de Barcelona.
Durante aquellos años realizó muchos viajes al Próximo Oriente (Palestina y Egipto), donde adquirió su destacada colección papirológica. En 1952 creó en Barcelona la Fundación Sant Lluc Evangelista, que posee su importante colección de papiros, con los que publican textos clásicos de autores como Homero (fragmentos ptolemaicos, del siglo III a. C. de la Ilíada y de la Odisea), bíblicos griegos (fragmento del Evangelio de Mateo, del siglo II) y coptos de los siglos III y IV, y literarios cristianos. En 1988, recibió la Cruz de Sant Jordi y en 1993 la Medalla de Oro de la Generalidad de Cataluña.

## Obras
- Gramática y antología griega (1946)
- Miscel·lània papirològica Ramon Roca-Puig (1987)
- Anàfora de Barcelona
- Missa del segle IV (1994)